# Parafia Miłosierdzia Bożego w Zakopanem (Chramcówki)
Parafia Miłosierdzia Bożego w Zakopanem (Chramcówki) – parafia rzymskokatolicka należąca do dekanatu Zakopane archidiecezji krakowskiej.
Została utworzona w 1985. Kościół parafialny wybudowany w latach 1989–1994, konsekrowany w 1994.